# Bourdon (Somme)
Bourdon település Franciaországban, Somme megyében. Lakosainak száma 374 fő (2022. január 1.). Bourdon Yzeux, Belloy-sur-Somme, Crouy-Saint-Pierre, Flixecourt és Hangest-sur-Somme községekkel határos.

## Népesség
A település népességének változása:
| Lakosok száma | 390  | 403  | 404  | 385  | 374  | 372  | 373  | 371  | 374  |
|               | 2013 | 2015 | 2016 | 2017 | 2018 | 2019 | 2020 | 2021 | 2022 |